# ミス・コロンビア
ミス・コロンビア（Miss Colombia、正式名称：Concurso Nacional de Belleza de Colombia）は1934年に初開催され、毎年開催されるコロンビアを代表するミス・コンテスト。

## 概要
|  |  |

第1回は1934年で、ヨランダ・エミリアーニが優勝した。その後不定期で開催され、1958年のミス・ユニバース代表選考会としての開催以降は毎年開催されている。
大会の模様はRCNテレビシオンで中継され、ミス・ユニバース、ミス・インターナショナルの代表選考会としても行われている。
優勝のタスキと王冠は持ち回りで、次回大会で返還される。

## 歴代主な優勝者
|  |  |

- 1934年：ヨランダ・エミリアーニ・ロマン
- 1955年：ヨランダ・プレシオ (優勝しなかった)
- 1957年：ルス・マリナ・スールアガ（第2位、優勝者が退位してミス・コロンビアになった、ミス・ユニバース1958）
- 1991年：パオラ・トゥルバイ・ゴメス（ミス・ユニバース1992第2位）
- 1992年：パウラ・アンドレア・ベタンクール（ミス・ユニバース1993第2位）
- 1993年：カロリナ・ゴメス・コレア（ミス・ユニバース1994第2位、日本テレビ笑ってコラえてに出演）
- 2007年：タリアナ・バルガス（ミス・ユニバース2008第2位）
- 2008年：ミシェル・ロイヤール・エストラダ
- 2009年：ナターリア・ナバーロ
- 2013年：パウリナ・ベガ（第63代ミス・ユニバース2014）